# 二位景暢
二位 景暢（にい かげのぶ、1849年（嘉永2年7月）- 1921年（大正10年）1月13日）は、幕末の佐賀藩武雄領主・武雄鍋島家家臣、明治期の政治家。衆議院議員。通称・徳太郎。

## 経歴
肥前国杵島郡武雄（現佐賀県武雄市）で武雄鍋島家家臣の家に生まれる。戊辰戦争では主君鍋島茂昌に従い、小隊司令官として羽州を転戦した。
1873年、佐賀県第三十三大区及び第三十四大区副戸長に就任。佐賀の乱では中立党に所属し武雄勢第四小隊副司令として政府軍に協力した。以後、第三十三大区及び第三十四大区副区長、学区取締、区戸長、杵島郡書記などを務め、1880年9月、杵島郡長に就任し1890年6月まで在任。この間、学校の建設、道路の整備、災害の復興などに尽力した。
1890年7月、第1回衆議院議員総選挙おいて佐賀県第三区から出馬して当選。1892年2月の第2回総選挙では選挙干渉により落選。その後、第3回から第5回総選挙まで連続三回当選し、衆議院議員を通算四期務めた。この間、立憲改進党、立憲革新党、進歩党に所属した。
その後、祐徳軌道 (株) 取締役、武雄郵便局長を務めた。